# The Best of Sepultura
The Best of Sepultura är ett samlingsalbum av det brasilianska bandet Sepultura, utgivet den 12 september 2006.
Albumet gavs ut av Roadrunner Records utan inblandning från Sepultura, som då lämnat skivbolaget. Låtarna är hämtade från albumen Schizophrenia, Beneath the Remains, Arise, Chaos A.D. och Roots.

## Låtlista
1. "Troops of Doom"  – 3:17
2. "Beneath the Remains"  – 5:11
3. "Inner Self"  – 5:07
4. "Arise"  – 3:17
5. "Dead Embryonic Cells"  – 4:52
6. "Desperate Cry"  – 6:43
7. "Refuse/Resist"  – 3:19
8. "Territory"  – 4:47
9. "Slave New World"  – 2:55
10. "Biotech is Godzilla"  – 1:52
11. "Roots Bloody Roots"  – 3:32
12. "Attitude"  – 4:15
13. "Ratamahatta"  – 4:30